# Tesoro de monedas celtas de oro de Riegel
El tesoro de monedas celtas de oro de Riegel fue descubierto en el año 2001 en un asentamiento de la cultura de La Tène ya conocido desde 1944 en el pueblo Riegel cerca de Friburgo de Brisgovia en Baden-Wurtemberg, Alemania.